# Antōnīs Nikopolidīs
Antōnīs Nikopolidīs (in greco Αντώνης Νικοπολίδης; Arta, 14 gennaio 1971) è un allenatore di calcio ed ex calciatore greco, di ruolo portiere, campione d'Europa con la nazionale greca nel 2004.
È uno dei calciatori greci più vincenti della storia, avendo ottenuto 23 titoli nazionali in 24 anni di carriera, divisa soprattutto tra le due più grandi squadre greche, Panathīnaïkos e Olympiacos: ha conquistato 11 campionati greci, 9 coppe e 3 supercoppe di Grecia, oltre ad esser stato eletto 4 volte consecutive portiere greco dell'anno tra il 2006 e il 2009.
Tra il 1997 e il 2008 è convocato dalla nazionale greca, giocando 90 incontri: nel 2004 vince l'Europeo riuscendo a mantenere la porta inviolata nelle ultime tre partite, ai quarti contro la Francia, in semifinale contro la Rep. Ceca e in finale contro il Portogallo, tutte vinte per 1-0, poi prende parte anche alla Confederations Cup 2005 e all'Europeo 2008.
È soprannominato Clooney per la somiglianza con l'attore statunitense George Clooney.
In qualsiasi squadra abbia giocato, selezioni nazionali comprese, ha sempre riportato una media di gol subiti inferiore a 1 per ognuna delle presenze sommate.

## Carriera

### Club

#### Anagennisi Arta
Ha debuttato nella squadra locale della sua città, l'Anagennisi Arta, dove ha militato per due stagioni nella terza serie greca.

#### Panathinaikos
Nel 1989 al Panathīnaïkos come secondo portiere e alla prima stagione con i leoni verdi gioca 5 partite vincendo il campionato greco. Nel 1996 assiste all'approdo della sua squadra in semifinale di Champions League contro i lancieri dell'Ajax di Amsterdam. Nel 2002 con il Panathīnaïkos raggiunge i quarti di finale di UEFA Champions League 2001-2002 e nella stagione successiva (2002-2003) arrivò ai quarti di finale della Coppa UEFA contro il Porto. Nella stagione 2003-2004 vince lo scudetto e la coppa di Grecia sempre con il Panathīnaïkos e due mesi dopo si laurea Campione d'Europa con la Nazionale greca. A metà del campionato greco precedente all'Europeo viene messo in panchina dal tecnico Itzhak Shum perché già accordatosi con i rivali dell'Olympiacos del Pireo, sostituito da Konstantinos Chalkias fra i pali. Alla fine Nikopolidīs vince, con il Panathinaikos, cinque campionati greci, cinque Coppe di Grecia e due Supercoppe greche.

#### Olympiakos
Nell'estate 2004 ha lasciato il Panathinaikos per trasferirsi all'Olympiakos. Il suo numero di maglia nell'Olympiakos è il 71, come il suo anno di nascita.
Nel 2008, dopo aver dato l'addio alla Nazionale greca, viene eletto Miglior portiere dell'anno del campionato greco per la terza volta consecutiva. Nella stagione 2008-2009 vince il campionato con l'Olympiakos per la decima volta e la Coppa di Grecia per la nona volta contro l'AEK Atene, parando due rigori e segnando l'ultimo. All'età di 39 anni vince il titolo di Portiere dell'anno del campionato greco per la quarta volta consecutiva e con l'Olympiakos raggiunge gli ottavi di finale della Champions League 2009-2010. Nell'estate 2010 firma un contratto per un altro anno con l'Olympiakos per la stagione 2010-2011, dove chiude la carriera vincendo il suo undicesimo campionato e diventando uno dei giocatori greci con maggiori trofei.

### Nazionale
Ha fatto il suo debutto per la squadra nazionale della Grecia il 18 agosto 1999 contro El Salvador. Ha giocato nelle qualificazioni della Coppa del Mondo FIFA 2002 e Euro 2004. Nikopolidīs è stato uno dei protagonisti della vittoria greca in Portogallo, dove ha tenuto tre volte inviolata la rete nelle fasi ad eliminazione diretta.
Divenne capitano della squadra dopo il ritiro di Theodoros Zagorakis. Nikopolidīs è il primo tra tutti i portieri della storia della squadra nazionale con il maggior numero di presenze (90 dopo il suo ritiro). Il 15 giugno 2008 ha annunciato il suo ritiro dal calcio internazionale, dopo l'eliminazione della Grecia da Euro 2008.

## Statistiche

### Presenze e reti nei club
Statistiche aggiornate al 14 aprile 2011.
| Stagione             | Squadra              | Campionato           | Campionato | Campionato | Coppe nazionali | Coppe nazionali | Coppe nazionali | Coppe continentali | Coppe continentali | Coppe continentali | Altre coppe | Altre coppe | Altre coppe | Totale | Totale |
| Stagione             | Squadra              | Comp                 | Pres       | Reti       | Comp            | Pres            | Reti            | Comp               | Pres               | Reti               | Comp        | Pres        | Reti        | Pres   | Reti   |
| -------------------- | -------------------- | -------------------- | ---------- | ---------- | --------------- | --------------- | --------------- | ------------------ | ------------------ | ------------------ | ----------- | ----------- | ----------- | ------ | ------ |
| 1997-1998            | Panathīnaïkos        | AE                   | 25         | -17        | CG              | 2               | -1              | -                  | -                  | -                  | -           | -           | -           | 27     | -18    |
| 1998-1999            | Panathīnaïkos        | AE                   | 19         | -10        | CG              | 1               | -1              | UCL                | 0                  | 0                  | -           | -           | -           | 20     | -11    |
| 1999-2000            | Panathīnaïkos        | AE                   | 28         | -17        | CG              | 2               | -1              | CU                 | 5                  | -6                 | -           | -           | -           | 35     | -24    |
| 2000-2001            | Panathīnaïkos        | AE                   | 25         | -16        | CG              | 2               | -5              | UCL                | 11                 | -16                | -           | -           | -           | 38     | -37    |
| 2001-2002            | Panathīnaïkos        | AE                   | 26         | -23        | CG              | 2               | -2              | UCL                | 16                 | -15                | -           | -           | -           | 44     | -40    |
| 2002-2003            | Panathīnaïkos        | AE                   | 28         | -18        | CG              | 1               | -1              | CU                 | 10                 | -9                 | -           | -           | -           | 39     | -28    |
| 2003-2004            | Panathīnaïkos        | AE                   | 19         | -11        | CG              | 1               | -1              | UCL+CU             | 5+0                | -11                | -           | -           | -           | 25     | -23    |
| Totale Panathinaikos | Totale Panathinaikos | Totale Panathinaikos | 170        | -112       |                 | 11              | -12             |                    | 47                 | -57                |             | -           | -           | 228    | -181   |
| 2004-2005            | Olympiacos           | AE                   | 29         | -18        | CG              | 6               | -4              | UCL+CU             | 6+4                | -5 + -7            | -           | -           | -           | 45     | -34    |
| 2005-2006            | Olympiacos           | AE                   | 29         | -22        | CG              | 7               | -2              | UCL                | 5                  | -9                 | -           | -           | -           | 41     | -33    |
| 2006-2007            | Olympiacos           | SL                   | 28         | -19        | CG              | 2               | -2              | UCL                | 6                  | -11                | -           | -           | -           | 36     | -32    |
| 2007-2008            | Olympiacos           | SL                   | 28         | -21        | CG              | 3               | -2              | UCL                | 8                  | -10                | SG          | 0           | 0           | 39     | -33    |
| 2008-2009            | Olympiacos           | SL                   | 28         | -11        | CG              | 7               | -10             | UCL+CU             | 2+9                | -2 + -8            | -           | -           | -           | 45     | -31    |
| 2009-2010            | Olympiacos           | SL                   | 28+4       | -16 + -5   | CG              | 0               | 0               | UCL                | 12                 | -8                 | -           | -           | -           | 44     | -29    |
| 2010-2011            | Olympiacos           | SL                   | 6          | -3         | CG              | 3               | -2              | UEL                | 3                  | -2                 | -           | -           | -           | 12     | -7     |
| Totale Olympiakos    | Totale Olympiakos    | Totale Olympiakos    | 176+4      | -110 + -5  |                 | 28              | -22             |                    | 55                 | -62                |             | 0           | 0           | 263    | -199   |
| Totale carriera      | Totale carriera      | Totale carriera      | 346+4      | -222 + -5  |                 | 39              | -34             |                    | 102                | -119               |             | 0           | 0           | 491    | -380   |

### Cronologia presenze e reti in nazionale
| Cronologia completa delle presenze e delle reti in nazionale ― Grecia | Cronologia completa delle presenze e delle reti in nazionale ― Grecia | Cronologia completa delle presenze e delle reti in nazionale ― Grecia | Cronologia completa delle presenze e delle reti in nazionale ― Grecia | Cronologia completa delle presenze e delle reti in nazionale ― Grecia | Cronologia completa delle presenze e delle reti in nazionale ― Grecia | Cronologia completa delle presenze e delle reti in nazionale ― Grecia | Cronologia completa delle presenze e delle reti in nazionale ― Grecia |
| Data                                                                  | Città                                                                 | In casa                                                               | Risultato                                                             | Ospiti                                                                | Competizione                                                          | Reti                                                                  | Note                                                                  |
| --------------------------------------------------------------------- | --------------------------------------------------------------------- | --------------------------------------------------------------------- | --------------------------------------------------------------------- | --------------------------------------------------------------------- | --------------------------------------------------------------------- | --------------------------------------------------------------------- | --------------------------------------------------------------------- |
| 18-8-1999                                                             | Kavala                                                                | Grecia                                                                | 3 – 1                                                                 | El Salvador                                                           | Amichevole                                                            | -1                                                                    | 46’                                                                   |
| 20-8-1999                                                             | Kavala                                                                | Grecia                                                                | 3 – 0                                                                 | El Salvador                                                           | Amichevole                                                            | -                                                                     | 46’                                                                   |
| 13-11-1999                                                            | Kilkis                                                                | Grecia                                                                | 2 – 0                                                                 | Nigeria                                                               | Amichevole                                                            | -                                                                     |                                                                       |
| 17-11-1999                                                            | Kozani                                                                | Grecia                                                                | 1 – 0                                                                 | Bulgaria                                                              | Amichevole                                                            | -                                                                     | 78’                                                                   |
| 16-12-1999                                                            | Larissa                                                               | Grecia                                                                | 2 – 0                                                                 | Moldavia                                                              | Amichevole                                                            | -                                                                     |                                                                       |
| 23-2-2000                                                             | Calamata                                                              | Grecia                                                                | 4 – 1                                                                 | Austria                                                               | Amichevole                                                            | -1                                                                    | cap.                                                                  |
| 29-3-2000                                                             | Amarousio                                                             | Grecia                                                                | 2 – 0                                                                 | Romania                                                               | Amichevole                                                            | -                                                                     |                                                                       |
| 26-4-2000                                                             | Dublino                                                               | Irlanda                                                               | 0 – 1                                                                 | Grecia                                                                | Amichevole                                                            | -                                                                     |                                                                       |
| 16-8-2000                                                             | San Gallo                                                             | Svizzera                                                              | 2 – 2                                                                 | Grecia                                                                | Amichevole                                                            | -2                                                                    |                                                                       |
| 7-10-2000                                                             | Atene                                                                 | Grecia                                                                | 1 – 0                                                                 | Finlandia                                                             | Qual. Mondiali 2002                                                   | -                                                                     |                                                                       |
| 11-10-2000                                                            | Tirana                                                                | Albania                                                               | 2 – 0                                                                 | Grecia                                                                | Qual. Mondiali 2002                                                   | -2                                                                    |                                                                       |
| 13-12-2000                                                            | Xanthi                                                                | Grecia                                                                | 1 – 1                                                                 | Jugoslavia                                                            | Amichevole                                                            | -1                                                                    | 46’                                                                   |
| 2-6-2001                                                              | Candia                                                                | Grecia                                                                | 1 – 0                                                                 | Albania                                                               | Qual. Mondiali 2002                                                   | -                                                                     |                                                                       |
| 6-6-2001                                                              | Atene                                                                 | Grecia                                                                | 0 – 2                                                                 | Inghilterra                                                           | Qual. Mondiali 2002                                                   | -2                                                                    |                                                                       |
| 6-10-2001                                                             | Manchester                                                            | Inghilterra                                                           | 2 – 2                                                                 | Grecia                                                                | Qual. Mondiali 2002                                                   | -2                                                                    |                                                                       |
| 10-11-2001                                                            | Nea Filadelfeia                                                       | Grecia                                                                | 4 – 2                                                                 | Estonia                                                               | Amichevole                                                            | -1                                                                    | 46’                                                                   |
| 14-11-2001                                                            | Nea Filadelfeia                                                       | Grecia                                                                | 1 – 2                                                                 | Cipro                                                                 | Amichevole                                                            | -1                                                                    | 46’                                                                   |
| 13-2-2002                                                             | Salonicco                                                             | Grecia                                                                | 2 – 2                                                                 | Svezia                                                                | Amichevole                                                            | -2                                                                    |                                                                       |
| 27-3-2002                                                             | Patrasso                                                              | Grecia                                                                | 3 – 2                                                                 | Belgio                                                                | Amichevole                                                            | -2                                                                    |                                                                       |
| 17-4-2002                                                             | Giannina                                                              | Grecia                                                                | 0 – 0                                                                 | Rep. Ceca                                                             | Amichevole                                                            | -                                                                     |                                                                       |
| 12-5-2002                                                             | Alessandropoli                                                        | Grecia                                                                | 3 – 2                                                                 | Romania                                                               | Amichevole                                                            | -                                                                     | 46’                                                                   |
| 15-5-2002                                                             | Rodi                                                                  | Grecia                                                                | 3 – 1                                                                 | Cipro                                                                 | Amichevole                                                            | -1                                                                    | 46’                                                                   |
| 21-8-2002                                                             | Costanza                                                              | Romania                                                               | 0 – 1                                                                 | Grecia                                                                | Amichevole                                                            | -                                                                     |                                                                       |
| 7-9-2002                                                              | Atene                                                                 | Grecia                                                                | 0 – 2                                                                 | Spagna                                                                | Qual. Euro 2004                                                       | -2                                                                    |                                                                       |
| 12-10-2002                                                            | Kiev                                                                  | Ucraina                                                               | 2 – 0                                                                 | Grecia                                                                | Qual. Euro 2004                                                       | -2                                                                    |                                                                       |
| 16-10-2002                                                            | Atene                                                                 | Grecia                                                                | 2 – 0                                                                 | Armenia                                                               | Qual. Euro 2004                                                       | -                                                                     |                                                                       |
| 20-11-2002                                                            | Atene                                                                 | Grecia                                                                | 0 – 0                                                                 | Irlanda                                                               | Amichevole                                                            | -                                                                     | 46’                                                                   |
| 29-1-2003                                                             | Larnaca                                                               | Cipro                                                                 | 1 – 2                                                                 | Grecia                                                                | Amichevole                                                            | -1                                                                    | 46’                                                                   |
| 12-2-2003                                                             | Heraklion                                                             | Grecia                                                                | 1 – 0                                                                 | Norvegia                                                              | Amichevole                                                            | -                                                                     |                                                                       |
| 26-3-2003                                                             | Graz                                                                  | Austria                                                               | 2 – 2                                                                 | Grecia                                                                | Amichevole                                                            | -                                                                     | 46’                                                                   |
| 2-4-2003                                                              | Belfast                                                               | Irlanda del Nord                                                      | 0 – 2                                                                 | Grecia                                                                | Qual. Euro 2004                                                       | -                                                                     |                                                                       |
| 30-4-2003                                                             | Žilina                                                                | Slovacchia                                                            | 2 – 2                                                                 | Grecia                                                                | Amichevole                                                            | -2                                                                    |                                                                       |
| 7-6-2003                                                              | Saragozza                                                             | Spagna                                                                | 0 – 1                                                                 | Grecia                                                                | Qual. Euro 2004                                                       | -                                                                     |                                                                       |
| 11-6-2003                                                             | Atene                                                                 | Grecia                                                                | 1 – 0                                                                 | Ucraina                                                               | Qual. Euro 2004                                                       | -                                                                     |                                                                       |
| 20-8-2003                                                             | Norrköping                                                            | Svezia                                                                | 1 – 2                                                                 | Grecia                                                                | Amichevole                                                            | -1                                                                    |                                                                       |
| 6-9-2003                                                              | Erevan                                                                | Armenia                                                               | 0 – 1                                                                 | Grecia                                                                | Qual. Euro 2004                                                       | -                                                                     | cap.                                                                  |
| 11-10-2003                                                            | Atene                                                                 | Grecia                                                                | 1 – 0                                                                 | Irlanda del Nord                                                      | Qual. Euro 2004                                                       | -                                                                     |                                                                       |
| 15-11-2003                                                            | Aveiro                                                                | Portogallo                                                            | 1 – 1                                                                 | Grecia                                                                | Amichevole                                                            | -1                                                                    | cap. 68’                                                              |
| 18-2-2004                                                             | Atene                                                                 | Grecia                                                                | 2 – 0                                                                 | Bulgaria                                                              | Amichevole                                                            | -                                                                     |                                                                       |
| 31-3-2004                                                             | Heraklion                                                             | Grecia                                                                | 1 – 0                                                                 | Svizzera                                                              | Amichevole                                                            | -                                                                     |                                                                       |
| 28-4-2004                                                             | Eindhoven                                                             | Paesi Bassi                                                           | 4 – 0                                                                 | Grecia                                                                | Amichevole                                                            | -4                                                                    |                                                                       |
| 29-5-2004                                                             | Stettino                                                              | Polonia                                                               | 1 – 0                                                                 | Grecia                                                                | Amichevole                                                            | -1                                                                    |                                                                       |
| 3-6-2004                                                              | Vaduz                                                                 | Liechtenstein                                                         | 0 – 2                                                                 | Grecia                                                                | Amichevole                                                            | -                                                                     |                                                                       |
| 12-6-2004                                                             | Porto                                                                 | Portogallo                                                            | 1 – 2                                                                 | Grecia                                                                | Euro 2004 - 1º turno                                                  | -1                                                                    |                                                                       |
| 16-6-2004                                                             | Porto                                                                 | Grecia                                                                | 1 – 1                                                                 | Spagna                                                                | Euro 2004 - 1º turno                                                  | -1                                                                    |                                                                       |
| 20-6-2004                                                             | Faro                                                                  | Russia                                                                | 2 – 1                                                                 | Grecia                                                                | Euro 2004 - 1º turno                                                  | -2                                                                    |                                                                       |
| 25-6-2004                                                             | Lisbona                                                               | Francia                                                               | 0 – 1                                                                 | Grecia                                                                | Euro 2004 - Quarti di finale                                          | -                                                                     |                                                                       |
| 1-7-2004                                                              | Porto                                                                 | Rep. Ceca                                                             | 0 – 1 dts                                                             | Grecia                                                                | Euro 2004 - Semifinale                                                | -                                                                     |                                                                       |
| 4-7-2004                                                              | Lisbona                                                               | Grecia                                                                | 1 – 0                                                                 | Portogallo                                                            | Euro 2004 - Finale                                                    | -                                                                     |                                                                       |
| 18-8-2004                                                             | Praga                                                                 | Rep. Ceca                                                             | 0 – 0                                                                 | Grecia                                                                | Amichevole                                                            | -                                                                     |                                                                       |
| 4-9-2004                                                              | Tirana                                                                | Albania                                                               | 2 – 1                                                                 | Grecia                                                                | Qual. Mondiali 2006                                                   | -2                                                                    |                                                                       |
| 8-9-2004                                                              | Il Pireo                                                              | Grecia                                                                | 0 – 0                                                                 | Turchia                                                               | Qual. Mondiali 2006                                                   | -                                                                     |                                                                       |
| 9-10-2004                                                             | Kiev                                                                  | Ucraina                                                               | 1 – 1                                                                 | Grecia                                                                | Qual. Mondiali 2006                                                   | -1                                                                    |                                                                       |
| 17-11-2004                                                            | Calcide                                                               | Grecia                                                                | 3 – 1                                                                 | Kazakistan                                                            | Qual. Mondiali 2006                                                   | -1                                                                    |                                                                       |
| 9-2-2005                                                              | Salonicco                                                             | Grecia                                                                | 2 – 1                                                                 | Danimarca                                                             | Qual. Mondiali 2006                                                   | -1                                                                    |                                                                       |
| 26-3-2005                                                             | Tbilisi                                                               | Georgia                                                               | 1 – 3                                                                 | Grecia                                                                | Qual. Mondiali 2006                                                   | -1                                                                    |                                                                       |
| 30-3-2005                                                             | Il Pireo                                                              | Grecia                                                                | 2 – 0                                                                 | Albania                                                               | Qual. Mondiali 2006                                                   | -                                                                     |                                                                       |
| 4-6-2005                                                              | Istanbul                                                              | Turchia                                                               | 0 – 0                                                                 | Grecia                                                                | Qual. Mondiali 2006                                                   | -                                                                     |                                                                       |
| 8-6-2005                                                              | Il Pireo                                                              | Grecia                                                                | 0 – 1                                                                 | Ucraina                                                               | Qual. Mondiali 2006                                                   | -1                                                                    |                                                                       |
| 16-6-2005                                                             | Lipsia                                                                | Brasile                                                               | 3 – 0                                                                 | Grecia                                                                | Conf. Cup 2005 - 1º turno                                             | -3                                                                    |                                                                       |
| 19-6-2005                                                             | Francoforte sul Meno                                                  | Giappone                                                              | 1 – 0                                                                 | Grecia                                                                | Conf. Cup 2005 - 1º turno                                             | -1                                                                    |                                                                       |
| 22-6-2005                                                             | Francoforte sul Meno                                                  | Grecia                                                                | 0 – 0                                                                 | Messico                                                               | Conf. Cup 2005 - 1º turno                                             | -                                                                     |                                                                       |
| 17-8-2005                                                             | Bruxelles                                                             | Belgio                                                                | 2 – 0                                                                 | Grecia                                                                | Amichevole                                                            | -2                                                                    |                                                                       |
| 7-9-2005                                                              | Almaty                                                                | Kazakistan                                                            | 1 – 2                                                                 | Grecia                                                                | Qual. Mondiali 2006                                                   | -1                                                                    |                                                                       |
| 8-10-2005                                                             | Copenaghen                                                            | Danimarca                                                             | 1 – 0                                                                 | Grecia                                                                | Qual. Mondiali 2006                                                   | -1                                                                    |                                                                       |
| 12-10-2005                                                            | Patrasso                                                              | Grecia                                                                | 1 – 0                                                                 | Georgia                                                               | Qual. Mondiali 2006                                                   | -                                                                     |                                                                       |
| 16-11-2005                                                            | Il Pireo                                                              | Grecia                                                                | 2 – 1                                                                 | Ungheria                                                              | Amichevole                                                            | -                                                                     | 75’                                                                   |
| 21-1-2006                                                             | Riyadh                                                                | Corea del Sud                                                         | 1 – 1                                                                 | Grecia                                                                | Amichevole                                                            | -1                                                                    |                                                                       |
| 25-1-2006                                                             | Riyadh                                                                | Arabia Saudita                                                        | 1 – 1                                                                 | Grecia                                                                | Amichevole                                                            | -                                                                     | 46’                                                                   |
| 28-2-2006                                                             | Limassol                                                              | Grecia                                                                | 1 – 0                                                                 | Bielorussia                                                           | Amichevole                                                            | -                                                                     |                                                                       |
| 25-5-2006                                                             | Melbourne                                                             | Australia                                                             | 1 – 0                                                                 | Grecia                                                                | Amichevole                                                            | -1                                                                    | cap.                                                                  |
| 16-8-2006                                                             | Manchester                                                            | Inghilterra                                                           | 4 – 0                                                                 | Grecia                                                                | Amichevole                                                            | -4                                                                    |                                                                       |
| 2-9-2006                                                              | Chișinău                                                              | Moldavia                                                              | 0 – 1                                                                 | Grecia                                                                | Qual. Euro 2008                                                       | -                                                                     |                                                                       |
| 7-10-2006                                                             | Il Pireo                                                              | Grecia                                                                | 1 – 0                                                                 | Norvegia                                                              | Qual. Euro 2008                                                       | -                                                                     | cap.                                                                  |
| 11-10-2006                                                            | Zenica                                                                | Bosnia ed Erzegovina                                                  | 0 – 4                                                                 | Grecia                                                                | Qual. Euro 2008                                                       | -                                                                     | cap.                                                                  |
| 15-11-2006                                                            | Saint-Denis                                                           | Francia                                                               | 1 – 0                                                                 | Grecia                                                                | Amichevole                                                            | -1                                                                    | cap.                                                                  |
| 6-2-2007                                                              | Londra                                                                | Grecia                                                                | 0 – 1                                                                 | Corea del Sud                                                         | Amichevole                                                            | -1                                                                    | cap. 46’                                                              |
| 24-3-2007                                                             | Il Pireo                                                              | Grecia                                                                | 1 – 4                                                                 | Turchia                                                               | Qual. Euro 2008                                                       | -4                                                                    | cap.                                                                  |
| 6-6-2007                                                              | Candia                                                                | Grecia                                                                | 2 – 1                                                                 | Moldavia                                                              | Qual. Euro 2008                                                       | -1                                                                    | cap.                                                                  |
| 22-8-2007                                                             | Salonicco                                                             | Grecia                                                                | 2 – 3                                                                 | Spagna                                                                | Amichevole                                                            | -1                                                                    | 46’                                                                   |
| 13-10-2007                                                            | Atene                                                                 | Grecia                                                                | 3 – 2                                                                 | Bosnia ed Erzegovina                                                  | Qual. Euro 2008                                                       | -2                                                                    |                                                                       |
| 17-11-2007                                                            | Atene                                                                 | Grecia                                                                | 5 – 0                                                                 | Malta                                                                 | Qual. Euro 2008                                                       | -                                                                     |                                                                       |
| 21-11-2007                                                            | Budapest                                                              | Ungheria                                                              | 1 – 2                                                                 | Grecia                                                                | Qual. Euro 2008                                                       | -                                                                     | 46’                                                                   |
| 6-2-2008                                                              | Nicosia                                                               | Finlandia                                                             | 1 – 2                                                                 | Grecia                                                                | Amichevole                                                            | -                                                                     | 46’                                                                   |
| 26-3-2008                                                             | Düsseldorf                                                            | Grecia                                                                | 2 – 1                                                                 | Portogallo                                                            | Amichevole                                                            | -1                                                                    |                                                                       |
| 24-5-2008                                                             | Budapest                                                              | Ungheria                                                              | 3 – 2                                                                 | Grecia                                                                | Amichevole                                                            | -                                                                     | 22’                                                                   |
| 1-6-2008                                                              | Offenbach am Main                                                     | Grecia                                                                | 0 – 0                                                                 | Armenia                                                               | Amichevole                                                            | -                                                                     |                                                                       |
| 10-6-2008                                                             | Salisburgo                                                            | Grecia                                                                | 0 – 2                                                                 | Svezia                                                                | Euro 2008 - 1º turno                                                  | -2                                                                    | cap.                                                                  |
| 14-6-2008                                                             | Salisburgo                                                            | Grecia                                                                | 0 – 1                                                                 | Russia                                                                | Euro 2008 - 1º turno                                                  | -1                                                                    | cap.                                                                  |
| 18-6-2008                                                             | Salisburgo                                                            | Grecia                                                                | 1 – 2                                                                 | Spagna                                                                | Euro 2008 - 1º turno                                                  | -2                                                                    | cap.                                                                  |
| Totale                                                                |                                                                       | Presenze (7º posto)                                                   | 90                                                                    |                                                                       | Reti                                                                  | -72                                                                   |                                                                       |

## Palmarès

### Club
- Campionato greco: 11

Panathinaikos: 1989-1990, 1990-1991, 1994-1995, 1995-1996, 2003-2004
Olympiakos: 2004-2005, 2005-2006, 2006-2007, 2007-2008, 2008-2009, 2010-2011
- Coppa di Grecia: 9  (record condiviso con Thanasis Bebis e Ilias Rosidis)

Panathinaikos: 1990-1991, 1992-1993, 1993-1994, 1994-1995, 2003-2004
Olympiakos: 2004-2005, 2005-2006, 2007-2008, 2008-2009
- Supercoppa di Grecia: 3

Panathinaikos: 1994, 1995
Olympiakos: 2007

### Nazionale
- Campionato d'Europa: 1

Portogallo 2004

### Individuale
- Portiere dell'anno del campionato greco: 4

2006, 2007, 2008, 2009
- Miglior Portiere del Campionato d'Europa: 1

2004